# Чемпіонат світу з кросу 1986
Чемпіонат світу з кросу 1986 був проведений 23 березня в Невшателі.
Місце кожної країни у командному заліку серед дорослих чоловічих команд визначалося сумою місць, які посіли перші шестеро спортсменів цієї країни. При визначенні місць дорослих жіночих та юніорських чоловічих команд брались до уваги перші чотири результати відповідно.

## Чоловіки
| Першість | Золото | Золото                             | Срібло | Срібло                             | Бронза | Бронза                            |
| -------- | --- | ---------------------------------- | --- | ---------------------------------- | --- | --------------------------------- |
| Особиста | Джон Нгугі Кенія | 35.33                              | Абебе Меконнен Ефіопія | 35.35                              | Джозеф Кіптум Кенія                                                                                            | 35.40                             |
| Командна | КеніяДжон Нгугі Джозеф Кіптум Пол Кіпкоеч Кіпсубаї Коскеї Суме Муге Ендрю Масаї Боніфас Меранде Джошуа Кіпкембої Сіса Кіраті | 45 очок1 3 5 7 8 21 (35) (43) (45) | ЕфіопіяАбебе Меконнен Бекеле Дебеле Вольдесіласе Мількесса Мохамед Кедір Водаджо Бульті Хаджі Бульбула Чала Ургессе Дередже Неді Вамі Алемаєху | 1192 4 26 27 28 32 (36) (63) (128) | СШАПет Портер Джон Іскер Ед Айстоун Брюс Бікфорд Алан Схарсу Крейг Верджін Джефф Дрент Ренді Рейна Кіт Брантлі | 2046 10 13 15 79 81 (87) (99) DNF |

| Першість | Золото                                                                                    | Золото                  | Срібло                                                              | Срібло           | Бронза | Бронза                 |
| -------- | ----------------------------------------------------------------------------------------- | ----------------------- | ------------------------------------------------------------------- | ---------------- | --- | ---------------------- |
| Особиста | Феїса Мелесе Ефіопія                                                                      | 22.48                   | Семмі Біток Кенія                                                   | 22.53            | Демеке Бекеле Ефіопія                                                                                          | 22.56                  |
| Командна | ЕфіопіяФеїса Мелесе Демеке Бекеле Рафера Воркенч Арарсе Фуффа Хабте Негеш Белайне Тадессе | 13 очок1 3 4 5 (6) (16) | КеніяСеммі Біток Вільям Мутвол Пітер Роно Девід Онвонга Джон Кіптум | 322 9 10 11 (28) | ІспаніяАлехандро Гомес Хосе Груньєйро Анаклето Хіменес Хосе Карлос Адан Мануель Мартін Анхель Кампаль Мартінес | 528 12 13 19 (46) (50) |

## Жінки
| Першість | Золото                                                                      | Золото                 | Срібло                                                                                           | Срібло                 | Бронза                                                                                               | Бронза                |
| -------- | --------------------------------------------------------------------------- | ---------------------- | ------------------------------------------------------------------------------------------------ | ---------------------- | --- | --------------------- |
| Особиста | Зола Бадд Англія                                                            | 14.50                  | Лінн Дженнінгс США                                                                               | 15.08                  | Аннетт Сержан Франція                                                                                | 15.13                 |
| Командна | АнгліяЗола Бадд Керол Бредфорд Рут Сміт Джейн Шілдс Джулі-Енн Лафтон-Вайтлі | 65 очок1 10 20 34 (40) | Нова ЗеландіяКрістін Мак-Мікен Гейл Ріар Мері О'Коннор Венді Реннер Сью Брюс Деббі Елсмор-Шеддан | 677 18 19 23 (32) (33) | ФранціяАннетт Сержан Мартін Фе Анн В'яллікс-Баньєре Жаклін Лефевр-Етьямбль Марія Лелю Ізабель Маттіс | 763 4 26 43 (44) (70) |

## Медальний залік
| Місце               | Країна              | Золото | Срібло | Бронза | Загалом |
| ------------------- | ------------------- | ------ | ------ | ------ | ------- |
| 1                   | Ефіопія             | 2      | 2      | 1      | 5       |
| 1                   | Кенія               | 2      | 2      | 1      | 5       |
| 3                   | Англія              | 2      | 0      | 0      | 2       |
| 4                   | США                 | 0      | 1      | 1      | 2       |
| 5                   | Нова Зеландія       | 0      | 1      | 0      | 1       |
| 6                   | Франція             | 0      | 0      | 2      | 2       |
| 7                   | Іспанія             | 0      | 0      | 1      | 1       |
| Загалом (7 збірних) | Загалом (7 збірних) | 6      | 6      | 6      | 18      |

## Українці на чемпіонаті
Єдина представниця Української РСР у складі збірної СРСР на чемпіонаті — львів'янка Марія Василюк — була 89-ю на фініші жіночого забігу та посіла 7-е місце у командному заліку серед жіночих команд.

## Відео
- Підсумки чемпіонату на YouTube